# Guillermo Castro
Guillermo Castro (San Salvador, 25 giugno 1940) è un ex calciatore salvadoregno, di ruolo centrocampista.

## Carriera
Prese parte con la Nazionale salvadoregna ai  Giochi Olimpici del 1968 ed ai Mondiali del 1970.